# Salem (Nova Jérsei)
Salem é uma cidade localizada no estado americano de Nova Jérsei, no Condado de Salem.

## Demografia
Segundo o censo americano de 2000, a sua população era de 5857 habitantes.
Em 2006, foi estimada uma população de 5784, um decréscimo de 73 (-1.2%).

## Geografia
De acordo com o United States Census Bureau tem uma área de 7,3 km², dos quais 6,8 km² cobertos por terra e 0,5 km² cobertos por água. Salem localiza-se a aproximadamente 3 m acima do nível do mar.

## Localidades na vizinhança
O diagrama seguinte representa as localidades num raio de 16 km ao redor de Salem.